# Feodor Lynen
Feodor Felix Konrad Lynen (München, 1911. április 6. – München, 1979. augusztus 6.) német biokémikus. 1964-ben Konrad Blochhal közösen orvostudományi Nobel-díjban részesült a koleszterin és a zsírsavak metabolizmusában végzett kutatásaiért.

## Tanulmányai
Feodor Lynen 1911. április 6-án született Münchenben. Apja, Wilhelm Lynen a Müncheni Műszaki Főiskola gépészmérnökeit oktatta, anyja Frieda Lynen (leánykori nevén Prym) Gustav Prym gyáros lánya volt. Feodor hetedik volt nyolc gyermekük közül. Az elemi és középiskolát (a Luitpold-Gymnasiumot) szülővárosában végezte el. Mikor bátyja létrehozott egy kis vegyészeti laboratóriumot az otthonukban, Feodort érdekelni kezdte a kémia és az érettségi után 1930-ban a Müncheni Egyetemen kémiát kezdett tanulni. Egyik tanára Heinrich Otto Wieland volt, aki 1927-ben kémiai Nobel-díjat kapott. Lynen nála írta szakdolgozatát a gyilkos galóca méreganyagainak analíziséből. 1937-ben PhD fokozatot szerzett. 

## Tudományos munkássága
Lynen 1942-ben kezdett el oktatni a Müncheni Egyetemen. 1947-ben docensi, 1953-ban pedig egyetemi tanári kinevezést kapott. Egy évvel később ő lett az igazgatója a Max-Planck-Institut für Zellchemie-nek, a Max Planck Intézet sejtkémiai fiókintézetének, melyet Otto Warburg és Otto Hahn az ő számára hozott létre; eközben folytatta oktatómunkáját is.
Lynen kutatási területe a szervezet anyagcseréje, azon belül a koleszterin és a zsírsavak lebontása és szintézise volt. Ő fedezte fel, hogy a koleszterin bioszintézisének kiinduló anyaga az acetil-koenzim-A (melynek tisztázta a szerkezetét), melyből az első lépésben acetoacetil-koenzim-A keletkezik. Szintén Lynen tisztázta a biotin, a B7-vitamin szerepét a zsírsavszintézisben.
Lynen együttműködött a németországi zsidó származású Konrad Blochhal, aki a 30-as években kivándorolt az Egyesült Államokba és hozzá hasonlóan a koleszterin metabolizmusát kutatta. Miután világossá vált, hogy a magas koleszterinszintnek köze lehet az érelmeszesedés (és ezen keresztül a szívinfarktus és agyvérzés) kialakulásához, a Nobel-díj-bizottság 1964-ben Lynennek és Blochnak ítélte oda az orvostudományi Nobel-díjat.

## Díjai

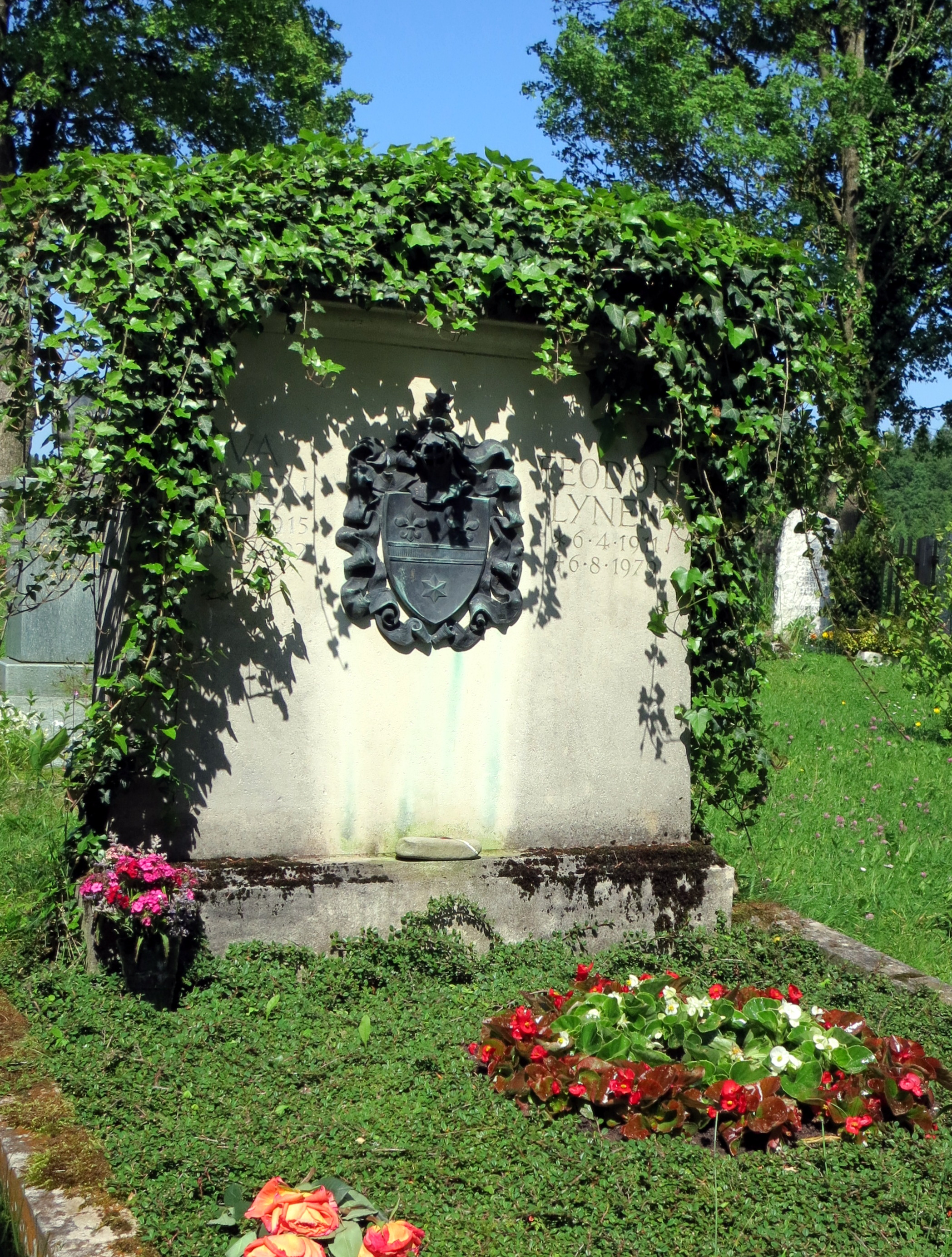
Feodor Lynen sírja

A Nobel-díjon felül Feodor Lynen a következő elismerésekben részesült:
- 1963 a Német Biokémiai és Molekuláris Biológiai Társaság Otto Warburg-érme
- 1965 a Német Szövetségi Köztársaság Érdemrendjének nagykeresztje csillaggal és szalaggal
- 1967 a Német Zsírkutató Társaság Norman-érme
- 1971 Pour le Mérite
- 1972 Osztrák Tudományos és Művészeti Érdemrend

1972-től ő volt a Német Kémikusok Társaságának elnöke, 1975-től pedig ő vezette az Alexander von Humboldt Alapítványt. 

## Családja
Feodor Lynen tanárának, Heinrich Wielandnak lányát, Eva Wielandot vette feleségül (1934. május 14-én). Öt gyermekük született: Peter, Annamarie, Susanne, Heinrich és Eva-Maria Lynen.
Feodor Lynen 1979. augusztus 6-án halt meg Münchenben, hat héttel értágulat-műtétjét követően.